# La Queue-en-Brie

La Queue-en-Brie map.svg en la Petite Couronne.

 La Queue-en-Brie  es una comuna y población de Francia, en la región de Isla de Francia, departamento de Valle del Marne, en el distrito de Nogent-sur-Marne y cantón de Ormesson-sur-Marne. Es la mayor población del cantón.
Su población municipal en 2007 era de 11 392 habitantes.
Está integrada en la Communauté d'agglomération du Haut Val-de-Marne.

## Demografía
| 459 | 428 | 431 | 515 | 474 | 467 | 462 | 512 | 450 | 580 | 600 | 559 | 629 | 712 | 723 | 701 | 707 | 519 | 502 | 554 | 393 | 524 | 562 | 481 | 430 | 771 | 996 | 3009 | 7140 | 9722 | 9897 | 10 852 | 11 392 |
| Para los censos de 1962 a 1999 la población legal corresponde a la población sin duplicidades (Fuente: INSEE [Consultar]) |     |     |     |     |     |     |     |     |     |     |     |     |     |     |     |     |     |     |     |     |     |     |     |     |     |     |      |      |      |      |        |        |